# Ludwig Grünberger

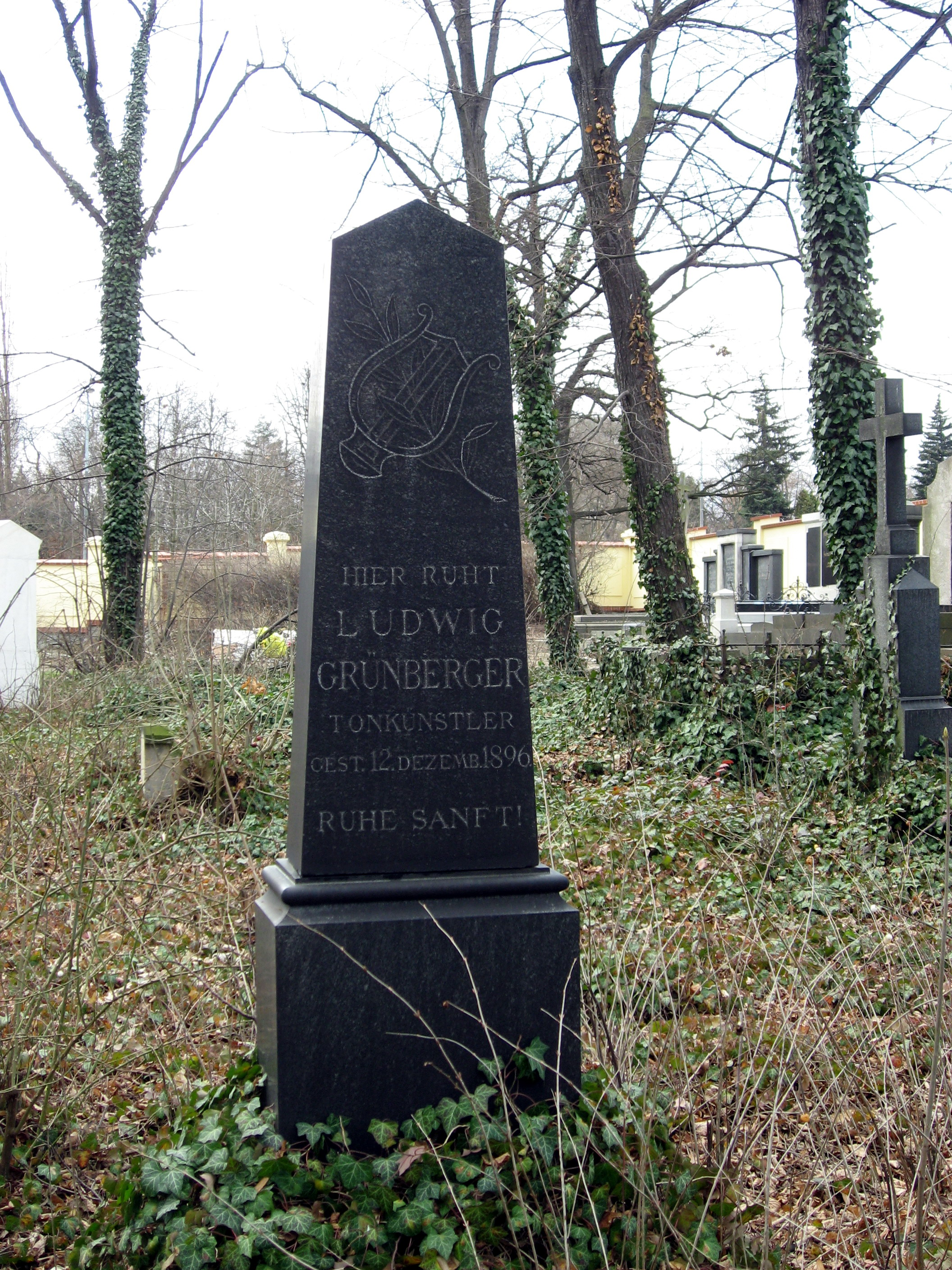
Hrob L. Grünbergera na evangelickém hřbitově ve Strašnicích

Ludwig (Louis) Grünberger (24. dubna 1839, Praha – 12. prosince 1896 tamtéž) byl klavírista a hudební skladatel.

## Život a činnost
Narodil se v Praze do židovské rodiny. Mezi jeho žáky hudby patřil např. Jan Ludevít Procházka.
Působil zejména v Drážďanech a ve Vídni. Zhudebnil například šest básní Heinricha Heina, zkomponoval též čtyři české písně na slova G. Šálka. Je rovněž autorem opery Die Heimkehr, jež byla provedena v Praze roku 1894.